# RAB7A
RAB7A (англ. RAB7A, member RAS oncogene family) – білок, який кодується однойменним геном, розташованим у людей на короткому плечі 3-ї хромосоми.  Довжина поліпептидного ланцюга білка становить 207 амінокислот, а молекулярна маса — 23 490.
| 10         |  | 20         |  | 30         |  | 40         |  | 50         |
| ---------- |  | ---------- |  | ---------- |  | ---------- |  | ---------- |
| MTSRKKVLLK |  | VIILGDSGVG |  | KTSLMNQYVN |  | KKFSNQYKAT |  | IGADFLTKEV |
| MVDDRLVTMQ |  | IWDTAGQERF |  | QSLGVAFYRG |  | ADCCVLVFDV |  | TAPNTFKTLD |
| SWRDEFLIQA |  | SPRDPENFPF |  | VVLGNKIDLE |  | NRQVATKRAQ |  | AWCYSKNNIP |
| YFETSAKEAI |  | NVEQAFQTIA |  | RNALKQETEV |  | ELYNEFPEPI |  | KLDKNDRAKA |
| SAESCSC    |  |            |  |            |  |            |  |            |

A: Аланін

C: Цистеїн

D: Аспарагінова кислота

E: Глутамінова кислота

F: Фенілаланін

G: Гліцин

I: Ізолейцин

K: Лізин

L: Лейцин

M: Метіонін

N: Аспарагін

P: Пролін

Q: Глутамін

R: Аргінін

S: Серин

T: Треонін

V: Валін

W: Триптофан

Задіяний у таких біологічних процесах як метаболізм ліпідів, транспорт, транспорт білків, деградація ліпідів, автофагія. 
Білок має сайт для зв'язування з нуклеотидами, ГТФ. 
Локалізований у мембрані, цитоплазматичних везикулах, лізосомі, ліпідних краплях, ендосомах.